# Fujifilm FinePix S1600
FinePix S1600 — псевдозеркальный цифровой фотоаппарат фирмы Fujifilm, анонсированный 20 февраля 2010 года. Предназначен для использования как начинающими, так и опытными фотографами-любителями.

## Описание
Фотоаппарат имеет матрицу шестого поколения CCD с разрешением 12 млн пикселей и чувствительностью в диапазоне ISO 100—3200, процессор, построенный на основе технологии Real Photo Technology II, и несъёмный 15-кратный зум-объектив Fujinon. Фотокамера обладает функцией Face Detection, позволяющей распознавать лица людей в кадре для автоматической фокусировки на них, а также предоставляет возможность снимать HD видео с одновременной записью аудио.

## Комплект поставки
- щелочные батареи размера AA (4 шт.);
- ремень (1 шт.);
- крышка объектива (1 шт.);
- держатель крышки объектива (1 шт.);
- A/V-кабель (1 шт.);
- CD-диск с фирменным программным обеспечением (1 шт.);
- инструкция по эксплуатации (1 шт.).
- USB-кабель (1 шт.);